# Chiesa ortodossa copta

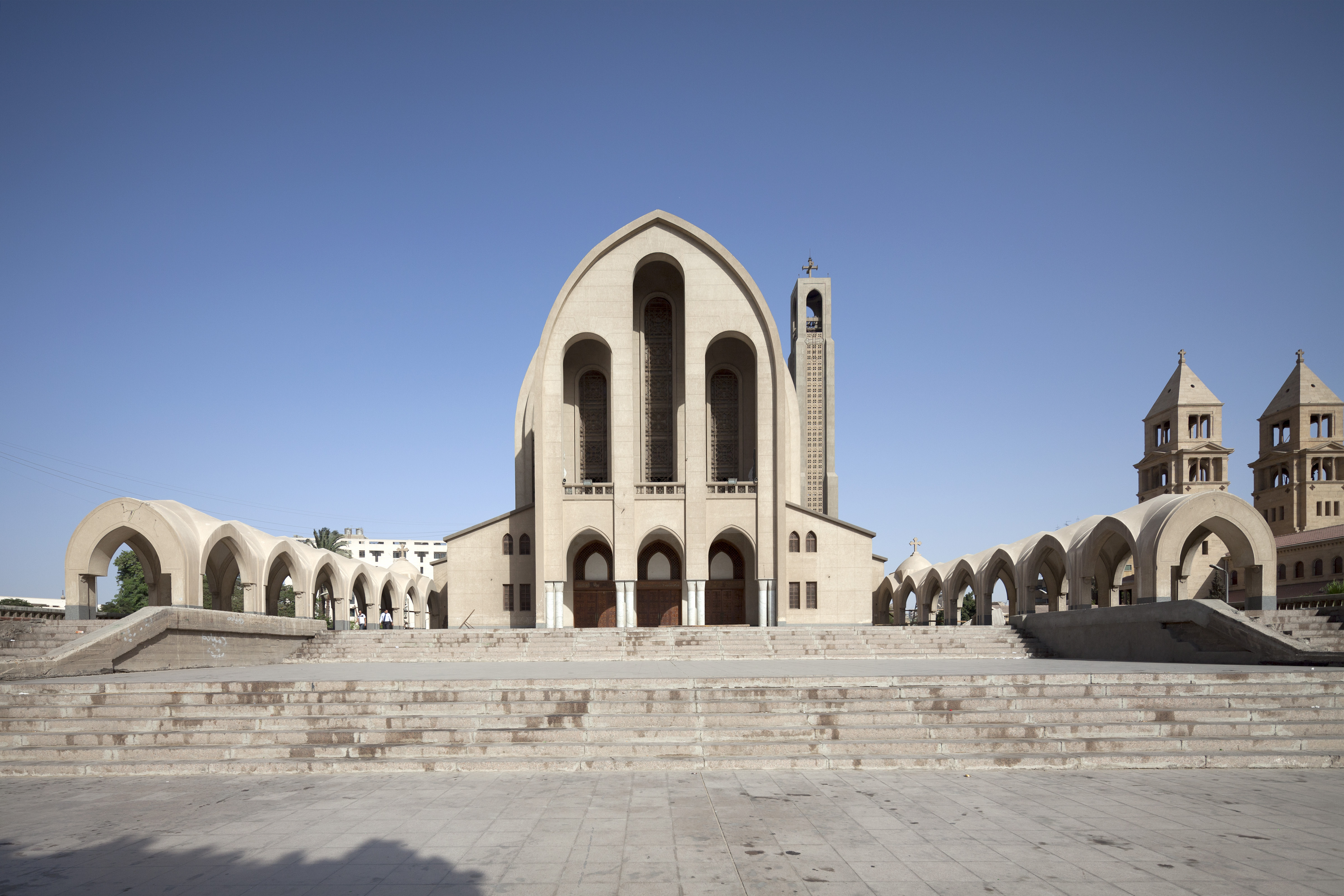
La cattedrale di San Marco al Cairo, sede dei papi copti dal 1971.

La Chiesa ortodossa copta, o più comunemente Chiesa copta, è una chiesa cristiana ortodossa miafisita (impropriamente detta monofisita, definizione non accettata né dai copti né dagli etiopi). Fa parte delle Chiese ortodosse orientali.
L'organo supremo di governo è il Santo Sinodo, che è presieduto dal Patriarca, che ha la residenza al Cairo. Il Patriarca di Alessandria si avvale del titolo di Papa copto dell'Egitto. Dopo più di quarant'anni di ministero di Shenouda III, deceduto il 17 marzo 2012, oggi il Papa è Teodoro II, che si è insediato il 18 novembre 2012 al Cairo.
Nel corso del XVIII secolo una parte della chiesa copta è passata in comunione con il Papa di Roma, ed oggi sussiste sotto il nome di Chiesa cattolica copta.

## Aspetti generali

### Liturgia
La lingua liturgica è il copto. La celebrazione eucaristica è simile a quella occidentale, ma le due liturgie si sono evolute differentemente in alcune sezioni, per influenza degli altri riti orientali.

### Diffusione
La Chiesa copta è erede del millenario monachesimo egiziano, di cui mantiene ancora le antiche istituzioni monastiche, ed è sede di istituzioni teologiche e accademiche, con una presenza diffusa in una diaspora a livello mondiale. Il censimento del 1986 dichiara 3.300.000 copti, ossia l'8% degli egiziani. Il PEW Research Center nel 2011 ha citato un sondaggio condotto su 16 000 donne egiziane, tra le quali il 5% si è dichiarata cristiana, ma evidenzia la possibilità che il dato sia in realtà una sottostima a causa delle discriminazioni e degli attentati di cui è vittima la comunità. Per la Santa Sede i copti costituirebbero fra il 6 e l'8% della popolazione, mentre altre fonti quantificano nel 10% la presenza copta in Egitto.

### Cristologia
La concezione di Cristo della Chiesa copta si distingue da quella dei nestoriani e dei monofisiti veri e propri. Ancora oggi i copti amano definirsi "miafisiti", in quanto professano l'unità del Cristo secondo la formula proclamata dal patriarca Cirillo di Alessandria (370 ca - 444): «un'unica natura del Dio Logos incarnata» (mia physis tou Theou logou sesarkomenee). Per i copti, la divinità di Cristo e la sua umanità dimorano in lui in un'unità perfetta formando una natura unita, un'essenza, una sostanza ed un'esistenza indissolubile. Questo è ciò che la Chiesa Copta ha sempre ritenuto di affermare, sia in passato che oggi.
La dottrina di San Cirillo venne approvata al concilio di Efeso (431), il terzo della cristianità. Nella professione di fede si affermò "l'unione perfetta della divinità e dell'umanità di Cristo". Al successivo Concilio di Calcedonia (quarto concilio ecumenico, 451) fu adottata la Definizione delle "due nature in Cristo". La Chiesa copta la rigettò per i seguenti motivi:
- I Copti credono in due nature, “umana” e “divina”, che sono unite in una senza “mescolanza, senza confusione, e senza alterazione”[6]. Queste due nature “non si separarono nemmeno per un attimo o un battito di ciglia”[6];
- Il Tomus ad Flavianum di Papa San Leone I rigetta le teorie di Eutichio e conferma che l'umanità di Cristo fu reale. Egli scese nel mondo e visse tra gli uomini. La Chiesa copta concorda, ma il Tomus consiste di tre affermazioni, le stesse che alcuni padri conciliari (del Concilio di Calcedonia) hanno respinto perché rivelano una mentalità nestoriana;
- Il Concilio di Calcedonia:

adottò il Tomus e lo inserì tra i documenti ufficiali. In Egitto molti credenti furono martirizzati per non averlo voluto sottoscrivere. Agli occhi dei non calcedonesi, l'accettazione del Tomus come documento di fede rappresenta un vulnus al Concilio;
ignorò tutte le formule tradizionali della Chiesa, che dimostrano l'unicità della Persona di Cristo come "una natura di due nature" e "una natura del Verbo incarnato".
Nonostante la proclamata adesione al Credo niceno, al Concilio di Calcedonia la Chiesa copta è stata definita "monofisita" (dottrina che afferma che Cristo ha solo una natura, quella divina, e non due, quella umana insieme alla divina) e da allora non è più in comunione con le chiese latina e greca.

### Il Papa copto e i vescovi
La Chiesa copta ortodossa ha un proprio Papa, attualmente Teodoro II (Tawadros), che è in carica dal 18 novembre 2012 come 118º patriarca dalla predicazione di san Marco. Il 4 novembre 2012 il suo nome è stato estratto a sorte da un bambino, la cui mano si dice sia guidata dal volere di Dio, al termine di una lunga liturgia nella cattedrale del Cairo. Come il Papa di Roma per l'antico Patriarcato d'Occidente, cioè l'attuale Chiesa cattolica, è il successore di San Pietro, così il Papa di Alessandria è il successore di San Marco. Per un'antica tradizione, i vescovi della Chiesa copta possono provenire solo dal "clero nero", cioè dai monaci, ai quali è richiesto il celibato, come in tutti gli altri Patriarcati ortodossi orientali, dove il clero secolare è in genere sposato.

## Storia
La Chiesa copta fu fondata in Egitto nel I secolo. Il nome deriva dalla parola con cui gli antichi greci indicavano il popolo egiziano autoctono: Aigyptioi, passata attraverso l'arabo gipt e divenuta poi qibt. La Chiesa copta ha origine dalla predicazione di san Marco, che scrisse il suo Vangelo nel I secolo e portò il cristianesimo in Egitto (regnante a Roma l'imperatore Nerone).
I primi monaci copti vissero in Egitto durante il IV secolo, molti di loro morirono come martiri.
Il IV e il V secolo furono caratterizzati dalla lotta tra le varie dottrine cristologiche. I cristiani si divisero circa la natura di Cristo: gli ariani accentuavano la natura "umana"; i nestoriani, pur considerando Cristo sia uomo che Dio, affermavano che le due nature non erano contemporanee.
Nel V secolo, tra il 431 e il 451, si consumò lo scisma della Chiesa copta dalla Chiesa latina e greca. Al Concilio di Efeso (431) le cinque grandi Chiese Madri (Gerusalemme, Alessandria, Roma, Antiochia e Costantinopoli) si erano trovate d'accordo nello stabilire “un'unione perfetta della divinità e dell'umanità di Cristo”. Al Concilio di Calcedonia (451), invece, fu adottata la formula delle “due nature in Cristo”. La Chiesa di Alessandria rifiutò questa definizione, seguita dalle chiese: apostolica armena, ortodossa siriaca e ortodossa d'Etiopia e (da quando faceva parte della Chiesa siriaca) Chiesa ortodossa siriaca del Malankara. Queste chiese sono rimaste fedeli ai concili precedenti; per questo motivo vengono anche chiamate "pre-calcedonesi".
La Chiesa copta è stata una delle Chiese a soffrire di più dell'avanzata araba nel Nordafrica. Nonostante la legislazione islamica permettesse alle "religioni del Libro", cioè cristiani, ebrei e zoroastriani, di professare la propria fede, assegnando ai fedeli di altre religioni lo status di dhimmi, di fatto impediva le conversioni dall'islam al Cristianesimo, o il matrimonio di donne musulmane con cristiani.
Dopo il concilio Vaticano II, Chiesa cattolica e Chiesa copta hanno iniziato un cammino ecumenico di dialogo. Questo ha portato nel 1973 al primo incontro, dopo quindici secoli, tra papa Paolo VI e il patriarca dei copti papa Shenuda III. Insieme decisero di iniziare un dialogo teologico, il cui frutto principale è stata la dichiarazione comune del 10 maggio 1973, formalizzata poi, dopo l'approvazione del Santo Sinodo della Chiesa copta ortodossa e dopo ulteriori approfondimenti, da una nuova dichiarazione tra delegazioni, avvenuta il 12 febbraio 1988 (la Chiesa cattolica era allora guidata da Papa San Giovanni Paolo II), che esprime un accordo ufficiale sulla cristologia. La dichiarazione comune sulla fede cristologica mette fine a secoli di incomprensione e di reciproca diffidenza. Così i due pontefici si esprimono:
(Dichiarazione comune del 12 febbraio 1988)

### In Egitto
Timoteo II di Alessandria, grazie a monaci cristiani egiziani, chiamati in arabo qubt (copti) (dal greco [ai]gýpt[ikos]), fu il fondatore della Chiesa egizia miafisita, detta appunto Chiesa copta.
Il miafisismo adottato dai copti rifiutava il concetto espresso da Eutiche di fusione tra le due nature, divina e umana, di Gesù, per favorire un'unione come tra corpo e anima, denominata miafisismo.
Tra il 484 e il 519, nel periodo dello scisma acaciano voluto dal patriarca di Costantinopoli Acacio, il miafisismo si rafforzò in Egitto, grazie soprattutto a Pietro Mongo, vescovo d'Alessandria e successore di Eluro, che accettò l'Enotico, il documento di compromesso (poi fallito) tra cattolici e monofisiti, voluto dall'imperatore Zenone (474-475 e 476-491).
Negli anni successivi i copti considerarono gli Arabi come liberatori durante la loro lotta con i bizantini. I rapporti col potere arabo-islamico sono segnati dall'alternanza tra momenti di maggiore tolleranza e fasi di persecuzione religiosa.

### In Etiopia
Intorno al 356 il vescovo Frumenzio contribuì a convertire al cristianesimo l'Etiopia. La religione cristiana in Etiopia, in principio, trovò resistenze da parte dei locali, ma nel VI secolo riscosse sempre maggior successo con l'arrivo dei “Nove Santi”, monaci miafisiti che fuggivano dalle persecuzioni.
Dal 640 la Chiesa d'Etiopia fu legata a quella copta egiziana e così rimase fino al 1948. Nel XVII secolo, con il negus Susenyos, ci fu un forte avvicinamento alla Chiesa cattolica, che durò fino al 1632.
L'ultimo sovrano d'Etiopia Hailé Selassié (imperatore dal 1930 al 1936 e dal 1941 al 1974) riorganizzò la Chiesa d'Etiopia, rendendola autocefala rispetto alla Chiesa copta egiziana e facendola diventare Chiesa di Stato Tawahedo. Da allora la Chiesa non è più definibile copta ma Ortodossa Tawahedo. L'Abuna Basilios, il primo patriarca, fu eletto nel 1959 e gli successe l'Abuna Tewophilos nel 1971 (questi venne ucciso dalla giunta militare marxista). I successori furono Tekle Haymanot, l'Abuna Merkorios e l'Abuna Paulos (i primi due non vennero riconosciuti dal sinodo della Chiesa copta).
La Chiesa risente di diversi influssi del credo ebraico, tra cui la circoncisione, la festività settimanale del sabato, la separazione della carne in pura e impura, e la presenza dell'Arca dell'Alleanza ad Axum.
Oggi la Chiesa d'Etiopia è la più estesa delle chiese pre-calcedoniche e i suoi credenti sono circa 36 milioni, in Etiopia e altrove. Il termine Tewahido vuol dire, in lingua Ge'ez "l'essere che si è fatto uno", rifacendosi alla dottrina teologica miafisita.

### In Eritrea
La più giovane tra le chiese orientali ortodosse è la Chiesa Eritrea Ortodossa Tewahedo, sorta nel 1993, dopo il raggiungimento dell'indipendenza dell'Eritrea dall'Etiopia. Anche se persistono ancora forti contrasti legati agli sconvolgimenti politici in cui la chiesa Etiopica si è trovata coinvolta, le due chiese sono in comunione tra loro.

Il patriarca dal 2007 è l'Abuna Dioskoros; la Chiesa conta circa due milioni di fedeli che vivono in Eritrea, Europa e Nord America.

## Calendario copto
Il calendario copto, chiamato anche calendario alessandrino, è utilizzato dalla Chiesa copta ortodossa in Egitto e in Etiopia. Tale calendario deriva dall'antico calendario egiziano: esso venne riformato al tempo di Tolomeo III (Decreto di Canopo, 238 a.C.) con l'introduzione del sesto giorno epagomenale ogni quattro anni (in pratica una compensazione come quella dell'anno bisestile); tuttavia tale riforma venne messa in pratica solo nel 25 a.C., quando l'imperatore romano Augusto riformò formalmente il calendario egiziano, tenendolo da quel momento in poi in sincronia con il calendario giuliano. Il calendario copto corrisponde al calendario egiziano così rinnovato.
Seguendo il calendario egiziano viene mantenuta la suddivisione in tre stagioni della durata di quattro mesi ciascuna. Le tre stagioni sono commemorate da preghiere speciali della liturgia copta e tale suddivisione è mantenuta oggi da molti contadini che vi riconoscono le varie stagioni dell'agricoltura. Oltre ai "normali" 12 mesi di 30 giorni, il calendario prevede anche un "mese" intercalare alla fine dell'anno, della durata di cinque o sei giorni (in base all'anno bisestile). Gli anni e i mesi coincidono con quelli del calendario etiopico, ma hanno nomi diversi.
L'anno inizia il 29 agosto del calendario giuliano, che al giorno d'oggi coincide con l'11 settembre nel calendario gregoriano. Il computo degli anni parte dal 284, anno in cui divenne imperatore romano Diocleziano, il cui regno fu segnato da torture e persecuzioni di massa nei confronti dei cristiani, specialmente in Egitto; per questo l'abbreviazione che accompagna l'anno copto è "A.M." (Annum Martyrum, anno dei martiri).

## I copti in Italia
La Chiesa Copta Ortodossa, che nel territorio nazionale italiano ha trovato un ambiente cristiano favorevole e non antagonista, mostra una grande energia e vitalità. Le comunità copte italiane svolgono, oltre a una profonda vita pastorale, centrata sull'esperienza del monachesimo del deserto, anche attività per il mutuo supporto e aiuto dei credenti nella vita sociale e familiare. I primi a stabilirsi sul territorio italiano sono stati i fedeli della chiesa Etiope, dopo l'indipendenza nel 1991, distinta al suo interno con la chiesa copta ortodossa Eritrea. A Roma e Milano esistono chiese attive dagli anni 1980 con celebrazioni in Lingua ge'ez.
Si calcola che i fedeli copti in Italia oggi siano circa 70.000, la maggior parte dei quali sono concentrati in Friuli-Venezia Giulia, nella zona di Aquileia. Tale presenza si è resa visibile sin dalla metà degli anni settanta, periodo in cui sono cominciate le celebrazioni e le attività pastorali con grande vigore. Dagli anni ottanta si è notevolmente incrementata la popolazione copta a Milano e dintorni, tanto che nell'area metropolitana esistono diverse parrocchie regolarmente funzionanti e molto frequentate, e altre sedi parrocchiali e comunità in formazione. Oggi in Italia esistono due Diocesi: quella di Milano, guidata dal 12 novembre 2017 dal vescovo Anba Antonio, abate del Monastero Anba Shenouda di Lacchiarella e discepolo del Metropolita Anba Kirollos deceduto improvvisamente il 14 agosto 2017, e quella di Roma, guidata dal vescovo Anba Barnaba.
Nel 2023 è stata inaugurata, presso Venezia, la grande Chiesa copta di Campalto.